# Explosive Matter
Explosive Matter, född 27 april 2006, död 12 mars 2024, var en amerikansk travare, mest känd som rival till kullettan Muscle Hill. Han tränades av Noel Daley och kördes av Ron Pierce.

## Bakgrund
Explosive Matter var en brun hingst efter Cantab Hall och under Fireworks Hanover (efter Muscles Yankee). Han föddes upp av Adam Victor & Son Stble LLC, USA och ägdes i slutet av Explosive Matter HB, Bromma. Han tränades av Noel Daley och kördes av Ron Pierce.

## Karriär
Explosive Matter tävlade under säsongerna 2008 och 2009, och sprang in 1 510 542 dollar på 18 starter, varav 10 segrar, 6 andraplatser och 1 tredjeplats. Han tog karriärens största segrar i Matron Stakes (2008) och Colonial Trot (2009). Han kom även på andra plats i Breeders Crown 2YO Colt & Gelding Trot (2008) och Hambletonian Stakes (2009), Canadian Trotting Classic (2009) och Kentucky Futurity (2009).
Då han segrade i Colonial Trot (2009) gjorde han det på nytt världsrekord för 3-åriga hingstar.
Hans sista start i karriären kom i Gran Premio Orsi Mangelli i Italien, där han diskvalificerades efter att ha galopperat.

### Som avelshingst
Efter tävlingskarriären stallades Explosive Matter upp som avelshingst på Hanover Shoe Farms för säsongen 2010. Hans mest framgångsrika avkomma var Pinkman, som sprang in nära på 3 miljoner dollar, samt var nära på att ta en Triple Crown i Nordamerika.
Explosive Matter köptes i början av 2019 av Hans Nelén på Global Farm, och stallades upp på Stuteri Broline. I Sverige fick han närmare 160 avkommor, innan han stallades upp som avelshingst i Finland.

### Död
Explosive Matters avlivades den 12 mars 2024, eftersom man inte kunde garantera säkerheten för personalen som skulle sköta om honom.